# Институт усовершенствования врачей МО РФ
Филиал федерального государственного бюджетного военного образовательного учреждения высшего образования «Военно-медицинская академия имени С. М. Кирова» Министерства обороны Российской Федерации — государственное образовательное учреждение послевузовского и дополнительного профессионального образования врачебного состава, среднего медицинского персонала, подготовки научно-педагогических кадров медицинской службы Вооруженных Сил Российской Федерации.

## История
29 февраля 1968 года, по инициативе Центрального военно-медицинского управления МО СССР был образован Военно-медицинский факультет при Центральном ордена Ленина института усовершенствования врачей (ВМедФ при ЦОЛИУВ). Основной базой для ВМедФ при ЦОЛИУВ стал филиал Главного военного клинического госпиталя имени академика Н. Н. Бурденко — военный городок № 85 (Москва, ул. Большая Оленья, дом 8).
Учебный год начался 1 октября 1968 года.
На основании приказа Министра обороны Российской Федерации (2011 год) и указаний Генерального штаба Вооруженных Сил Российской Федерации Государственный институт усовершенствования врачей МО РФ был реорганизован и вошел в состав ФГБУ «Медицинский учебно-научный клинический центр имени П.В. Мандрыка» МО РФ в апреле 2012 года.
Распоряжением Правительства Российской Федерации от 2012 года форма учреждения изменена на федеральное казённое учреждение.
С 1 сентября 2015 года — Филиал федерального государственного бюджетного военного образовательного учреждения высшего образования «Военно-медицинская академия имени С. М. Кирова» Министерства обороны Российской Федерации.

## Структура
По состоянию на 2014 год в штате института имеются восемь кафедр:
- Кафедра организации и тактики медицинской службы, общественного здоровья и организации здравоохранения; начальник кафедры полковник медицинской службы к.м.н. доцент Булатов Марат Равкатович.
- Кафедра военно-полевой (военно-морской) хирургии (сокращена в 2015 году); начальник кафедры полковник медицинской службы д.м.н. Асташов Владимир Леонидович
- Кафедра хирургии усовершенствования врачей; начальник кафедры профессор Максимов Игорь Борисович.
- Кафедра военно-полевой (военно-морской) терапии; начальник кафедры полковник медицинской службы д.м.н. Овчинников Юрий Викторович.
- Кафедра терапии усовершенствования врачей; начальник кафедры д.м.н. профессор Симоненко Владимир Борисович.
- Кафедра амбулаторно-поликлинической помощи; начальник кафедры д.м.н. профессор Фисун Александр Яковлевич.
- Кафедра восстановительного лечения; начальник кафедры д.м.н. профессор Щегольков Александр Михайлович.
- Кафедра медико-профилактических дисциплин; начальник кафедры д.м.н. профессор Мельниченко Павел Иванович.

В настоящее время клиническими базами института являются непосредственно МУНКЦ им. П. В. Мандрыка со своими филиалами, также Городская клиническая больница № 29, ГВКГ им. академика Н. Н. Бурденко с филиалом № 1, 3-й ЦВКГ им. А. А. Вишневского и его филиалы № 2 и № 6.